# ژرمن شاردن

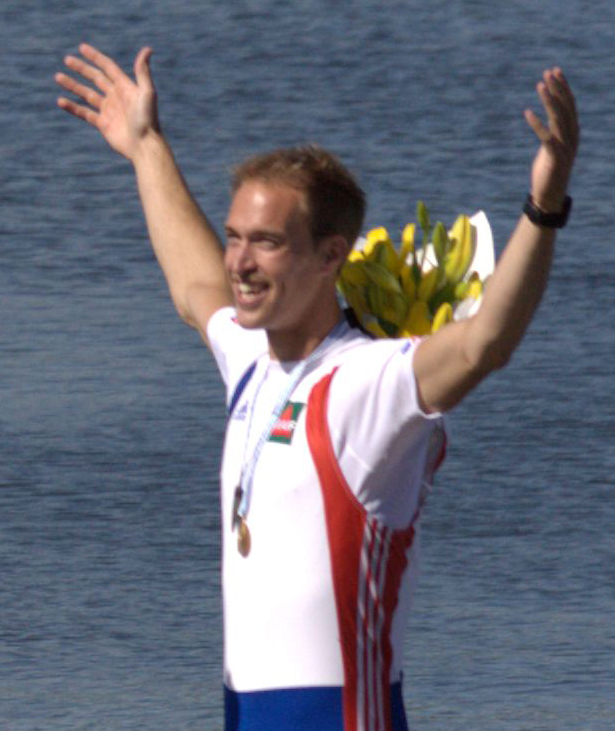
ژرمن شاردن - ۲۰۱۰

ژرمن شاردن (فرانسوی: Germain Chardin‎؛ زادهٔ ۱۵ مهٔ ۱۹۸۳) قایقران روئینگ اهل فرانسه است.